# Thorsberg-Kaserne
Die Thorsberg-Kaserne war eine militärische Anlage der Bundeswehr in Süderbrarup an der Schleswiger Straße. Sie wurde 1966 bis 1970 erbaut und 1970 von zwei Batterien des Flugabwehrraketenbataillon 39 bezogen. Die Kaserne hatte eine Fläche von 12,06 Hektar. Der Name stammt von einer in der Nähe der Garnison gelegenen Anhöhe im Thorsberger Moor, in dem zwischen 1858 und 1861 vom Flensburger Lehrer Helvig Conrad Engelhardt frühzeitliche Waffen und Ausrüstung entdeckt wurden.

## Stationierungsgeschichte
Das am 1. Juli 1959 auf dem Fliegerhorst Goslar aufgestellte Luftwaffenflugabwehrbataillon 48 wurde im Juli 1961 zunächst nach Büchel (Eifel) in die Brauheck-Kaserne verlegt, bevor es im Mai 1962 nach Ulmen in die neue Eifel-Maar-Kaserne kam. Am 1. Juli 1965 wurde der Verband in Flugabwehrraketenbataillon 39 umbenannt. Am 16. und 17. April 1970 zog das Bataillon dann in Standorte nach Schleswig-Holstein um. Während die 1. und 4. Batterie in der neuen Kaserne in Süderbrarup Platz fanden, war der für die anderen Teile des Bataillons vorgesehene Standort Eckernförde noch nicht bezugsfertig. Daher mussten der Stab, die Versorgungs- und Stabsbatterie, die Sanitätsstaffel sowie die 2./ und 3./Flugabwehrraketenbataillon 39 zunächst in der Briesen-Kaserne in Flensburg untergebracht werden. Am 1. Februar 1973 konnten aber auch diese Einheiten schließlich ihren Endstandort beziehen. Die in der Kaserne in Süderbrarup beheimatete 1. Batterie bezog ihre Stellung in Maasholm (54° 41′ 48″ N, 10° 1′ 1″ O) und die 4. Batterie ihren Einsatzraum in Tolk (54° 34′ 27″ N, 9° 37′ 51″ O). Sie waren mit dem Waffensystem HAWK ausgerüstet. Für die beiden Batterien war je ein Luftwaffensanitätstrupp in der Kaserne stationiert.
Der Kasernenkomplex wurde am 9. Juni 1970 feierlich übergeben und erhielt am 7. Mai 1972 den Namen „Thorsberg-Kaserne“ verliehen.
Am 9. Februar 1975 kam es zu einem folgenschweren Unglück: eine Transall-Transportmaschine der Luftwaffe stürzte beim Landeanflug auf den Flugplatz Souda, Kreta, ab. Keiner der Insassen, darunter 35 Soldaten der Batterien des Flugabwehrbataillons 39 aus Süderbrarup, überlebte. Seit dem Absturz führt die Bundeswehr jedes Jahr auf dem Friedhof in Süderbrarup am Ehrenmal einen Appell mit Kranzniederlegung durch.
Am 1. Oktober 1989 gliederte das Flugabwehrraketenbataillon 39 zum Flugabwehrraketengeschwader 39 um. Dies betraf auch die 1. und 4. Batterie, die zu Staffeln wurden. Am 1. Juli 1990 wurde die 4./Flugabwehrraketengeschwader 39 in 2./Flugabwehrraketengeschwader 38 umbenannt und nach Heide verlegt. Zum 1. Januar 1993 folgte eine weitere Umbenennung in die Flugabwehrraketengruppe 39. 1994 verlegte der gesamte Verband nach Stadum/Leck in die General-Thomsen-Kaserne, wo er zum 31. Dezember 2002 aufgelöst wurde.
Außerdem war in den 1980er Jahren das Material des gekaderten Jägerbataillons 811 und des Feldersatzbataillons 517 in der Kaserne untergebracht. Des Weiteren befand sich als Geräteeinheit die PSV-Kompanie 600 in der Kaserne, die zum 30. September 1989 aufgelöst wurde. Schließlich war die Standortfernmeldeanlage 120/303 eingerichtet.
Mitte 1994 wurde die Kasernenanlage von der Bundeswehr aufgegeben.

## Konversion
Käufer des gesamten Kasernenareals war der Raiffeisenbezugsverein e. G. Süderbrarup, der später von der Raiffeisen Team AG übernommen wurde. Am 7. Juli 1994 wechselte das Grundstück für 3,9 Millionen DM den Eigentümer.
Am 2. November 1994 fasste die Gemeindevertretung von Süderbrarup den Aufstellungsbeschluss für die Satzung über den Bebauungsplan Nr. 19 „Thorsberg-Kasernengelände – Süd“. Der überplante Kasernenteil befindet sich unmittelbar an der Bundesstraße 201. Vorgesehen wurde die Ausweisung eines Sondergebietes für Baumarkt, Baustoffhandel und Gartenmarkt für ein bereits im Ort ansässiges Unternehmen. Dabei sollte der vorhandene Gebäudebestand weitergenutzt werden: geplant war die Umnutzung einer Kfz-Abstellhalle zu einer Verkaufsfläche, einer weiteren benachbarten Halle zum Lager, der Weiterbetrieb der Tankstelle, der Offiziersunterkunft zu Wohnungen für Aufsichts- und Betriebspersonal. Auch die Unterbringung zugehöriger Nebeneinrichtungen wie Verwaltung, Sozialräume, Schank- und Speisewirtschaften in vorhandenen Gebäuden wurde zugelassen. Zudem sollte noch eine Kraftfahrzeug-Untersuchungsstelle geschaffen werden. Weitere Kraftfahrzeug-Abstellflächen sollten für den Kundenparkplatz umgenutzt werden. Der Bebauungsplan wurde am 27. Juni 1995 beschlossen und ist am 7. Mai 1996 in Kraft getreten. Im Parallelverfahren wurde der Flächennutzungsplan entsprechend geändert.
Seit 2002 hatte die Team AG hier auch ihren Sitz. Nachdem die Flächen im südlichen Bereich der ehemaligen Garnison plangemäß entwickelt worden waren, wurde am 10. Juli 2008 der Entwurf der 2. Änderung und Erweiterung des Bebauungsplans Nr. 19 „Thorsberg – Kasernengelände-Nord“ durch die Gemeindevertretung zur Auslegung bestimmt. Zugleich wurde die 1. Änderung des Bebauungsplans Nr. 19 „Thorsberg – Kasernengelände-Süd“ in Angriff genommen, um die Planungen aufeinander abzustimmen. Die 2. Änderung setzte für den nördlichen Teil des ehemaligen Kasernengeländes mit 73.272 Quadratmetern nunmehr Gewerbegebiete im Umfang von 64.178 Quadratmetern, Straßenverkehrsflächen mit 3.739 Quadratmetern, Grünflächen mit 2.433 Quadratmetern und Flächen für die Abwasserbeseitigung von 2.922 Quadratmetern fest. Ziel war es, gewerbliche Bauflächen in Süderbrarup für weitere Ansiedlungen zur Verfügung zu stellen. Die 2. Änderung wurde am 11. Dezember 2008 von der Gemeindevertretung als Satzung beschlossen und trat am 8. Juli 2009 in Kraft.
Der Entwurf der 3. (vereinfachte) Änderung des Bebauungsplanes Nr. 19 „Thorsberg-Kasernengelände-Nord“ für das Gebiet des ehemaligen Thorsberg-Kasernengeländes (Teilflächen) nördlich der „Schleswiger Straße“ und südlich der „Heuländer Straße“ im nordwestlichen Bereich der Ortslage Süderbrarup wurde am 11. März 2010 durch die Gemeindevertretung zur Auslegung bestimmt. In einem kleineren Teilgebiet wurden damit bestimmte Vergnügungsstätten zugelassen. Am 14. Juli 2010 wurde die 3. Änderung von der Gemeindevertretung beschlossen.
Die Entscheidung zur Aufstellung der 4. Änderung des Bebauungsplans Nr. 19 „Thorsberg-Kasernengelände-Süd“ traf die Gemeindevertretung am 5. Juli 2012. Es handelte sich um eine Teilfläche im südöstlichen Teil des ehemaligen Bundeswehrgeländes an der Zufahrt zur früheren Kaserne. Das Sondergebiet Bau- und Gartenmarkt wurde hier zu einem Gewerbegebiet geändert. Nach Satzungsbeschluss am 17. Dezember 2012 trat die Änderung am 29. Januar 2013 in Kraft.
Am 15. Januar 2018 folgte schließlich der Aufstellungsbeschluss zur 5. Änderung des Bebauungsplanes Nr. 19 – „Thorsberg-Kasernengelände“. Hierdurch wurde eine ursprünglich vorgesehene Erschließungsstraße der im nördlichen Teil gelegenen Gewerbegebiete gestrichen, da eine Nutzung der Flächen durch einen einzigen Investor nunmehr angedacht war. Am 25. Oktober 2010 wurde die Änderung beschlossen.
Im August 2018 wurde bekannt, dass die Team AG ihren Verwaltungssitz nach Flensburg verlagert. In Süderbrarup sollen jedoch die Tankstelle, der Baustoffhandel sowie der Baumarkt mit 150 Arbeitsplätzen erhalten bleiben.